# Gagliano Castelferrato
Gagliano Castelferrato ist eine Stadt im Freien Gemeindekonsortium Enna in der Region Sizilien in Italien mit 3201 Einwohnern (Stand 31. Dezember 2023).

## Lage und Daten
Gagliano Castelferrato liegt 48 km nordöstlich von Enna. Die Einwohner arbeiten hauptsächlich in der Landwirtschaft und der Verarbeitung von Milch (Molkerei).
Die Nachbargemeinden sind Agira, Cerami, Nicosia, Nissoria, Regalbuto und Troina.

## Geschichte
Der heutige Ort ist um das mittelalterliche Kastell entstanden.

## Sehenswürdigkeiten
- Mittelalterliches Stadtbild
- Pfarrkirche aus dem 14. Jahrhundert
- Kirche Santa Maria di Gesù aus dem 17. Jahrhundert
- Nekropole in der Umgebung